# Chrysomela laurentia
Chrysomela laurentia är en skalbaggsart som beskrevs av Brown 1956. Chrysomela laurentia ingår i släktet Chrysomela och familjen bladbaggar. Inga underarter finns listade i Catalogue of Life.